# Маурісіо Фійоль
Маурісіо Фійоль (ісп. Mauricio Fiol, 26 березня 1994) — перуанський плавець.
Учасник Олімпійських Ігор 2012 року.
Призер Кубку світу з плавання 2012 року.
Призер Південнамериканських ігор 2014 року.